# Germovšek
Germovšek je priimek v Sloveniji, ki ga je po podatkih Statističnega urada Republike Slovenije na dan 1. januarja 2010 uporabljalo 147  oseb in je med vsemi priimki po pogostosti uporabe uvrščen na 3.054. mesto.

## Znani nosilci priimka
- Cveto Germovšek (1923—1955), geolog in kemik
- Siniša Germovšek, politik, bivši župan občine Bovec